# NGC 1611
NGC 1611 é uma galáxia espiral (S0-a) localizada na direcção da constelação de Eridanus. Possui uma declinação de -04° 17' 49" e uma ascensão recta de 4 horas, 33 minutos e 05,8 segundos.
A galáxia NGC 1611 foi descoberta em 26 de Novembro de 1786 por William Herschel.